# جاي فوستر ويلكين
جاي فوستر ويلكين (بالإنجليزية: J. Foster Wilkin) هو قاضي ومحامي أمريكي، ولد في 26 فبراير 1853، وتوفي في 4 ديسمبر 1914 في نيو فيلادلفيا في الولايات المتحدة.